# Myszków (Ukraina)
Myszków (ukr. Мишків, Myszkiw) – wieś na Ukrainie, w obwodzie tarnopolskim, w rejonie czortkowskim.
W II Rzeczypospolitej miejscowość była początkowo siedzibą gminy wiejskiej Myszków w powiecie zaleszczyckim województwa tarnopolskiego. 1 sierpnia 1934 włączono ją do gminy Uhryńkowce. 
W latach 1944–1945 nacjonaliści ukraińscy z OUN-UPA zamordowali tutaj 13 Polaków i 1 Ukraińca, który krytykował UPA.
We wsi zmarła Felicja Żółtowska z Niegojewskich (20 marca 1879).